# Арсен Люпен (фильм, 2004)
«Арсен Люпен» (фр. Arsène Lupin) — художественный фильм режиссёра Жана-Поля Саломе. Фильм представляет собой вольную адаптацию двух романов Мориса Леблана из серии приключений джентльмена-грабителя Арсена Люпена: «Полая игла» и «Графиня Калиостро».

## Сюжет
Действие фильма начинается в Нормандии в 1882 году. Теофраст Люпен, преподаватель боевых искусств, учит боксировать своего маленького сына. В дом является полиция и пытается арестовать Люпена-старшего за воровство; тот убегает. Ночью он тайком возвращается к сыну и рассказывает ему о своих занятиях, подбивая мальчика на первую успешную кражу — ценнейшего ожерелья, принадлежащего сестре его матери. Мальчик выносит ожерелье и отдаёт отцу с сообщником. На следующий день тётка ребёнка и её муж, граф Дрё-Субиз, заставляют мальчика с матерью покинуть их дом. Уезжая, потрясённая мадам Люпен с сыном наталкиваются на толпу на берегу: здесь найден обезображенный до неузнаваемости труп. По перстню на руке юный Арсен Люпен опознаёт своего отца.
Прошло 15 лет. Арсен стал профессиональным вором и мастером перевоплощения, но при этом обладает отменными светскими манерами. На круизном пароходе во время предновогоднего бала Люпен, изображая безупречного молодого джентльмена и представляясь сотрудником таможенного управления, ловко крадёт драгоценности у богатых пассажирок, а будучи разоблачён, убегает, прыгнув в воду. Вслед за этим под видом полицейского он отправляеся в больницу навестить тяжело больную мать. Мать рассказывает ей, что к ней приходил убийца его отца, оставив в подарок букет люпинов. В этот момент появляются настоящие полицейские, разыскивающие Арсена. Стремясь отвлечь их внимание от спрятавшегося под её кроватью сына, мадам Люпен внезапно умирает прямо на руках у солдат. На её похоронах Арсен встречает свою кузину Клариссу Дрё-Субиз, влюблённую в него с детства, которую он видел ранее в больницы у своей матери, но не узнал её. Она приводит его в дом, где они вместе росли, и постаревший граф Дрё-Субиз, не узнав племянника, нанимает его своим тренером. Арсен и Кларисса оказываются наконец в одной постели, но среди ночи, проснувшись, Арсен застаёт хозяина дома за странными приготовлениями. Слежка за графом приводит Арсена на тайное собрание группы заговорщиков во главе с принцем Орлеанским, главой монархического заговора. Заговорщики судят и приговаривают к смерти некую Жозефину Бальзамо, графиню Калиостро, свою прежнюю сообщницу, которую они считают ведьмой. Люпен влюбляется в неё с первого взгляда, незаметно следует вплавь за лодкой, в которую её насильно усаживают, и вытаскивает из воды, когда её пытаются утопить. От неё Арсен узнает о тайне золотых распятий, которые каким-то образом указывают путь к утаённым сокровищам королевы Марии Антуанетты. Заговорщики хотят вернуть их себе и обратить эти средства на восстановление монархии. Но у графини другие планы — и Люпен решает играть на её стороне…

## В ролях
| Актёр               | Роль                                 |
| ------------------- | ------------------------------------ |
| Ромен Дюрис         | Арсен Люпен                          |
| Кристин Скотт Томас | Жозефина Бальзамо, графиня Калиостро |
| Паскаль Греггори    | Теофраст Люпен/Боманьян, отец Арсена |
| Ева Грин            | Кларисса Дрё-Субиз                   |
| Робен Ренуччи       | граф Дрё-Субиз                       |
| Патрик Туми         | Леонард                              |
| Матье Каррьер       | герцог Орлеанский                    |
| Филипп Маньян       | Боннето                              |
| Филипп Лемер        | кардинал Д`Этигю                     |
| Мари Бюнель         | Генриетта Люпен, мать Арсена         |

## Оценки критиков
Кинокритики сдержанно оценили экранизацию: в целом одобрив игру исполнителя главной роли и мастерски выполненные спецэффекты, они в то же время указали на «картонность», «комиксовость» происходящего в сочетании с затянутостью и слепым копированием приемов американского «экшна» ,.